# فرنسيس أ. سوليفان
فرنسيس أ. سوليفان (بالإنجليزية: Francis A. Sullivan)‏ هو عالم عقيدة أمريكي، ولد في 21 مايو 1922 في بوسطن في الولايات المتحدة، وتوفي في 23 أكتوبر 2019 في Weston, Massachusetts ‏ في الولايات المتحدة.